# Liste der Bodendenkmäler in Mettmann
Die Liste der Bodendenkmäler in Mettmann enthält die denkmalgeschützten unterirdischen baulichen Anlagen, Reste oberirdischer baulicher Anlagen, Zeugnisse tierischen und pflanzlichen Lebens und paläontologischen Reste auf dem Gebiet der Stadt Mettmann im Kreis Mettmann in Nordrhein-Westfalen (Stand: Oktober 2020). Diese Bodendenkmäler sind in Teil B der Denkmalliste der Stadt Mettmann eingetragen; Grundlage für die Aufnahme ist das Denkmalschutzgesetz Nordrhein-Westfalen (DSchG NRW).
| Bild                           | Bezeichnung                    | Lage                                           | Beschreibung | Bauzeit | Eingetragen seit | Denkmal- nummer |
| ------------------------------ | ------------------------------ | ---------------------------------------------- | ------------ | ------- | ---------------- | --------------- |
|                                | Ringwallanlage                 | Diepensiepen                                   |              |         | 20.01.1986       | 1               |
|                                | Schachtanlage „Louise“         | Bülthausen                                     |              |         | 09.07.1998       | 3               |
|                                | Schachtanlage „Knürenhaus“     | Obschwarzbach                                  |              |         | 09.07.1998       | 4               |
|                                | Wüstung                        | Diepensiepen                                   |              |         | 27.07.2001       | 5               |
|                                | Wegtrasse „Strata Coloniensis“ | Diepensiepen                                   |              |         | 17.08.2001       | 6               |
| Wegtrasse „Strata Coloniensis“ | Wegtrasse „Strata Coloniensis“ | Obmettmann                                     |              |         | 17.08.2001       | 7               |
|                                | Kirchhof                       | Markt                                          |              |         | 05.03.2003       | 8               |
|                                | Hoffläche                      | Laubach                                        |              |         | 04.05.2005       | 9               |
|                                | Historischer Stadtgrundriss    | Innenstadt                                     |              |         | 02.07.2008       | 10              |
| weitere Bilder                 | Bewässerungsgräben             | Düssel-Wiesen südlich Gut Holz, Diepensiepen 9 |              |         | 24.06.2010       | 11              |